# Međuopćinska nogometna liga Zadar – Šibenik 1981./82.
"Međuopćinska nogometna liga Zadar – Šibenik" je predstavljala ligu petog stupnja nogometnog prvenstva Jugoslavije u sezoni 1981./82. 
 
Sudjelovalo je 14 klubova, a prvak je bio "Sloboda" iz Posedarja. 

## Ljestvica
| mj. | klub                    | ut. | pob. | ner. | por. | gol+ | gol- | bod |
| --- | ----------------------- | --- | ---- | ---- | ---- | ---- | ---- | --- |
| 1.  | Sloboda Posedarje       |     |      |      |      |      |      | 41  |
| 2.  | Omladinac Zadar         |     |      |      |      |      |      | 40  |
| 3.  | Bagat Zadar             |     |      |      |      |      |      | 32  |
| 4.  | Polača                  |     |      |      |      |      |      | 31  |
| 5.  | Smoković                |     |      |      |      |      |      | 30  |
| 6.  | Kričke                  |     |      |      |      |      |      | 27  |
| 7.  | Zlatna luka Sukošan     |     |      |      |      |      |      | 25  |
| 8.  | Škabrnja                |     |      |      |      |      |      | 23  |
| 9.  | Aluminij Lozovac        |     |      |      |      |      |      | 22  |
| 10. | Polet Zablaće (Šibenik) |     |      |      |      |      |      | 22  |
| 11. | Sabunjar Privlaka       |     |      |      |      |      |      | 20  |
| 12. | SOŠK Skradin            |     |      |      |      |      |      | 19  |
| 13. | Rudar Siverić           |     |      |      |      |      |      | 17  |
| 14. | Borac Gračac            |     |      |      |      |      |      | 15  |

## Rezultatska križaljka
| kratica | klub                    | ALU | BAG | BOR | KRI | OML | POLA | POLE | RUD | SAB | SLO | SMO | SOŠK | ŠKA | ZLL |
| --- | ----------------------- | --- | --- | --- | --- | --- | ---- | ---- | --- | --- | --- | --- | ---- | --- | --- |
| ALU | Aluminij Lozovac        |     |     |     |     |     |      |      |     |     |     |     |      |     |     |
| BAG | Bagat Zadar             |     |     |     |     |     |      |      |     |     |     |     |      |     |     |
| BOR | Borac Gračac            |     |     |     |     |     |      |      |     |     |     |     |      |     |     |
| KRI | Kričke                  |     |     |     |     |     |      |      |     |     |     |     |      |     |     |
| OML | Omladinac Zadar         |     |     |     |     |     |      |      |     |     |     |     |      |     |     |
| POLA | Polača                  |     |     |     |     |     |      |      |     |     |     |     |      |     |     |
| POLE | Polet Zablaće (Šibenik) |     |     |     |     |     |      |      |     |     |     |     |      |     |     |
| RUD | Rudar Siverić           |     |     |     |     |     |      |      |     |     |     |     |      |     |     |
| SAB | Sabunjar Privlaka       |     |     |     |     |     |      |      |     |     |     |     |      |     |     |
| SLO | Sloboda Posedarje       |     |     |     |     |     |      |      |     |     |     |     |      |     |     |
| SMO | Smoković                |     |     |     |     |     |      |      |     |     |     |     |      |     |     |
| SOŠK | SOŠK Skradin            |     |     |     |     |     |      |      |     |     |     |     |      |     |     |
| ŠKA | Škabrnja                |     |     |     |     |     |      |      |     |     |     |     |      |     |     |
| ZLL | Zlatna luka Sukošan     |     |     |     |     |     |      |      |     |     |     |     |      |     |     |
| |                         |     |     |     |     |     |      |      |     |     |     |     |      |     |     |
| podebljan rezultat - utakmice od 1. do 13. kola (1. utakmica između klubova) rezultat normalne debljine - utakmice od 12. do 26. kola (2. utakmica između klubova) rezultat nakošen - nije vidljiv redoslijed odigravanja međusobnih utakmica iz dostupnih izvora rezultat nakošen i smanjen * - iz dostupnih izvora nije uočljiv domaćin susreta prekrižen rezultat - poništena ili brisana utakmica p - utakmica prekinuta 3:0 p.f. / 0:3 p.f. - rezultat 3:0 bez borbe n.i. - nije igrano |                         |     |     |     |     |     |      |      |     |     |     |     |      |     |     |

 Izvori: 